# Paul Kölliker
Paul Kölliker (* 19. Februar 1932 in Wolfwil; † 11. Januar 2021) war ein Schweizer Ruderer und Journalist.

## Biografie
Paul Kölliker belegte bei den Olympischen Sommerspielen 1960 in Rom in der Regatta mit dem Vierer ohne Steuermann den sechsten Platz.
Kölliker, der aus Luzern stammte, arbeitete nach seiner Lehre als Werkzeugmacher als Waldarbeiter in Schweden. Später holte er die Matura nach und erwarb an der ETH Zürich das Sportlehrer-Diplom und das Sekundarlehrerpatent. Als Lehrer unterrichtete er in Luzern. Für die Helvetas Swiss Intercooperation war Kölliker in Tunesien und Nepal tätig. Zudem war er als Journalist bekannt. Er schrieb für die Neue Luzerner Zeitung und die Neue Zürcher Zeitung und war ausserdem bei der Sendung Schweiz aktuell von Schweizer Radio und Fernsehen tätig.
Sein Bruder Werner nahm ebenfalls als Ruderer an den Olympischen Spielen 1960 teil.
Im Alter von 88 Jahren starb Kölliker im Januar 2021, zwei Wochen nach dem Tod seiner Ehefrau Anneliese Kölliker. 